# Serpentaire bacha
Spilornis cheela
Pour les articles homonymes, voir Bacha.
Espèce
Statut de conservation UICN

 LC  : Préoccupation mineure
Statut CITES
Le Serpentaire bacha (Spilornis cheela) est une espèce de rapaces de la famille des Accipitridae.
On le trouve dans une grande partie de l'Asie tropicale (de l'Inde et du Sri Lanka au sud de la Chine et à l'Indonésie). Il habite les forêts tropicales, les bois, les jungles, les mangroves et les plantations.
Sa taille va de 55 à 75 cm. Son corps est brun foncé et sa tête est surmontée d'une courte huppe touffue qui se dresse quand l'oiseau est inquiet. Les deux sexes sont très ressemblants. Il chasse de préférence des reptiles, souvent des serpents comme son nom l'indique mais aussi des lézards, ainsi que des grenouilles, des crabes, des petits oiseaux et des petits mammifères.

C'est un rapace très loquace qui produit une grande variété de sons tintants, clairs et sonores incluant des sifflements et des cris stridents. Par exemple, quand un couple survole une forêt, le mâle et la femelle se répondent par des cris stridents, en poussant entre autres des hurLlou auxquels l'autre répond par des hurLOU-LOU-LOU aigus.
- Sifflements et cris du Serpentaire bacha
- 25 s
- 43 s
- 18 s

Cette espèce forestière nidifie dans des arbres près de cours d'eau. Son nid compte, en général, un seul œuf.

## Sous-espèces

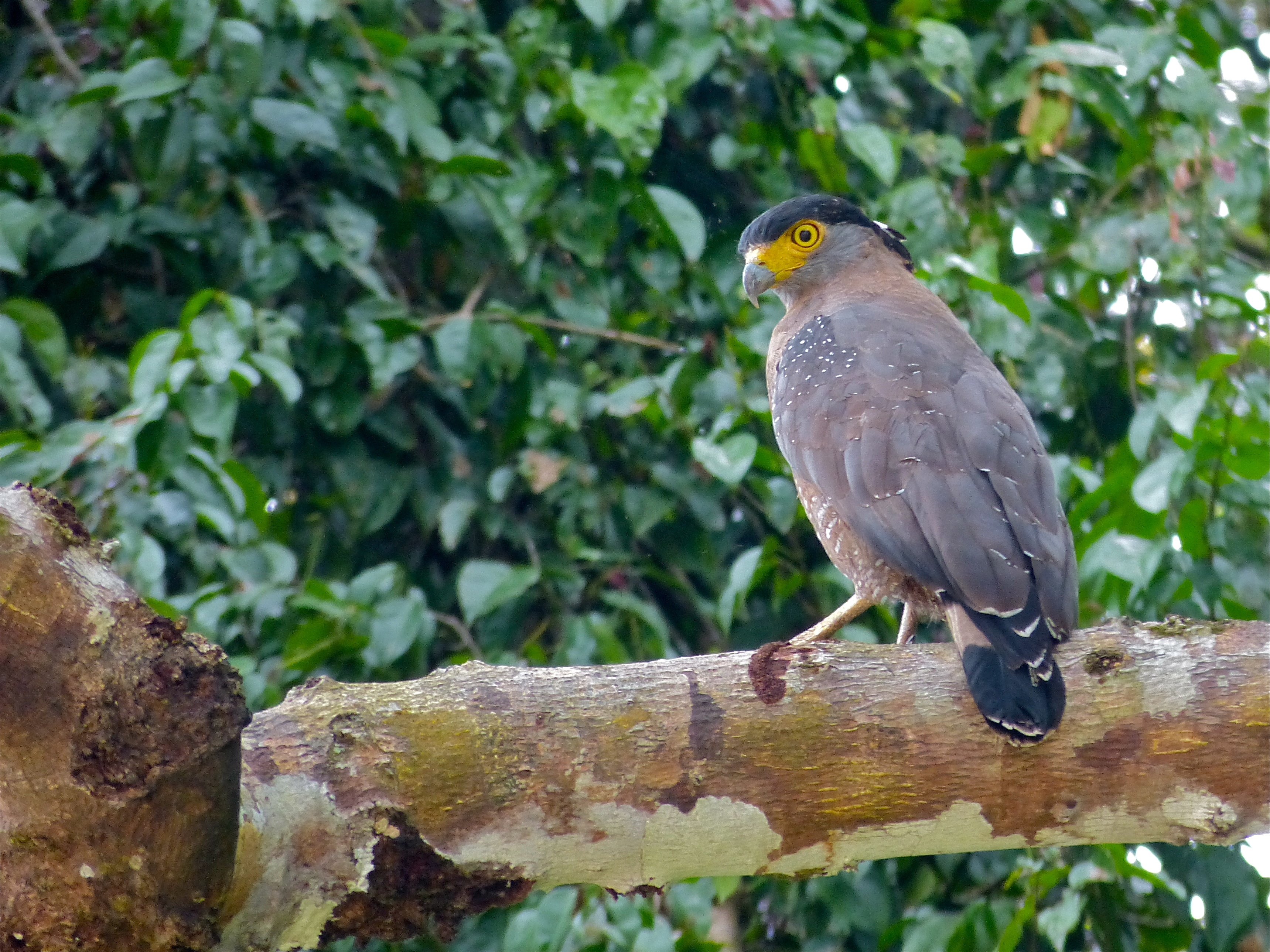
Spilornis cheela (Sabah, Malaisie)

D'après la classification de référence (version 15.1, 2025) de l'Union internationale des ornithologues, l'Urubu à tête rouge possède 21 sous-espèces (ordre philogénique) :
- S. c. cheela (Latham, 1790) — Himalaya ;
- S. c. melanotis (Jerdon, 1844) — sud de l'Inde ;
- S. c. spilogaster (Blyth, 1852) — Sri Lanka ;
- S. c. burmanicus Swann, 1920 — Yunnan et Indochine ;
- S. c. ricketti Sclater, WL, 1919 — sud de la Chine et nord du Viêt Nam ;
- S. c. malayensis Swann, 1920 — péninsule Malaise, îles Anambas et nord de Sumatra ;
- S. c. davisoni Hume, 1873 — îles Andaman ;
- S. c. perplexus Swann, 1922 — sud des îles Ryūkyū ;
- S. c. hoya Swinhoe, 1866 — Taïwan ;
- S. c. rutherfordi Swinhoe, 1870 — Hainan ;
- S. c. pallidus Walden, 1872 — nord de Bornéo ;
- S. c. richmondi Swann, 1922 — sud de Bornéo ;
- S. c. natunensis Chasen, 1935 — Belitung et îles Natuna ;
- S. c. sipora Chasen & Kloss, 1926 — îles Mentawaï ;
- S. c. batu Meyer de Schauensee & Ripley, 1940 — sud de Sumatra et îles Batu ;
- S. c. asturinus Meyer, AB, 1884 — Nias ;
- S. c. abbotti Richmond, 1903 — Simeulue ;
- S. c. bido (Horsfield, 1821) — Java et Bali ;
- S. c. baweanus Oberholser, 1917 — Bawean ;
- S. c. palawanensis Sclater, WL, 1919  — Palawan ;
- S. c. minimus Hume, 1873 — centre des îles Nicobar.

La sous-espèce Spilornis cheela minimus a un temps, et par erreur, été considérée par le Congrès ornithologique international comme une espèce à part entière, le Serpentaire des Nicobar (Spilornis minimus). Une autre ,Spilornis cheela holospilus (Vigors) 1831, n'est plus reconnue.